# 極限長征
《極限長征》（英語：Arthur the King）是一部2024年美國冒險片，由賽門·西倫·瓊斯執導，麥可·布藍特執筆劇本，馬克·華伯格、劉思慕、娜塔莉·伊曼紐爾和茱麗葉·勞倫斯主演。電影改編自米凱爾·雷德諾的2016年書籍《亞瑟：穿越叢林尋找家園的狗》。在片中，瑞典冒險競賽隊隊長麥可·雷德諾（華伯格飾演）與一隻名為亞瑟（Arthur）的受傷流浪狗成為朋友，亞瑟跟隨團隊在厄瓜多尔叢林中進行了一場艱苦的400英里耐力賽。
本片2019年宣布由派拉蒙影業發行。2020年6月改由狮门娱乐接手，並於同年12月一度被片商放棄。狮门重新將本片提上檔期，定檔2024年3月15日在美國院線上映。

## 演員
- 馬克·華伯格飾演麥可·雷德諾（英语：Mikael Lindnord）[6]
- 劉思慕飾演李奧（Leo）[4]
- 娜塔莉·伊曼紐爾飾演奧莉維亞（Olivia）[4]
- 茱麗葉·勞倫斯（英语：Juliet Rylance）飾演海倫娜·林諾德（Helena Lindnord）
- 阿里·蘇利曼飾演奇克（Chik）[9]
- 羅伯·柯林斯（英语：Rob Collins (actor)）飾演戴克（Decker）[9]
- 邁克·蘭德斯飾演布羅德鐵路（Broadrail）管理員[4]
- 貝爾·吉羅斯飾演他自己
- 保罗·加法叶飾演查理（Charlie）

## 製作
派拉蒙影業公司最初擔任本片的發行。巴塔薩·科馬庫最初打算執導這部電影，但由於日程衝突而退出。2019年7月，宣布將馬克·華伯格飾演雷諾德。2020年12月，宣布劉思慕、阿里·蘇利曼和羅伯·柯林斯出演該片，賽門·西倫·瓊斯接替巴塔薩·科馬庫執導電影。派拉蒙影業後來退出本片，獅門娛樂2020年6月取代派拉蒙擔任發行商。同年12月，據傳獅門影業也退出了本片。

### 拍攝
電影拍攝地點在多明尼加。2023年11月，獅門娛樂作為發行商重新加入，並將發行日期定為2024年3月22日。

## 外部連結
- 官方网站
- 互联网电影数据库（IMDb）上《極限長征》的资料（英文）